# Parliament
Die US-amerikanische Musikgruppe Parliament, eine der Ikonen des P-Funk, wurde 1968 von George Clinton gegründet. 
Die Band war neben der Band Funkadelic Clintons zweites großes Projekt und Clinton setzte zum Großteil auf dieselben Musiker – die doppelte Namensführung beruhte vor allem auf vertragsrechtlichen Gründen im Zusammenhang mit seiner Plattenfirma.

## Geschichte

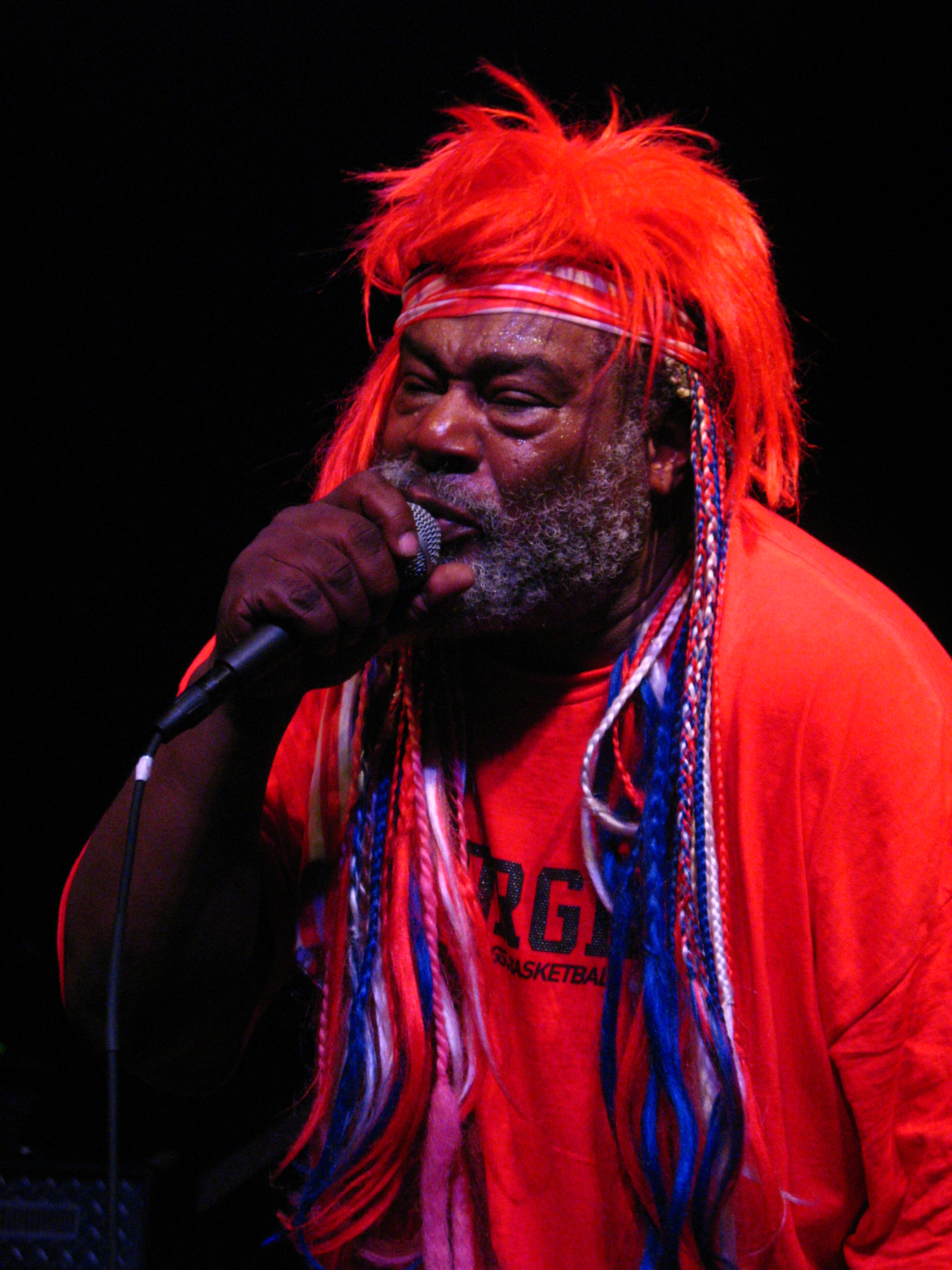
George Clinton (2007)

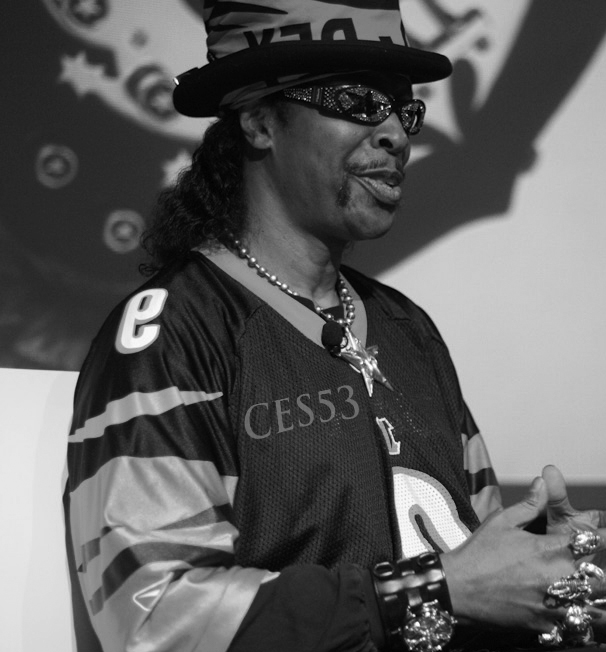
Bootsy Collins

Nach der Aufnahme ihrer ersten Single Testify, die in begrenztem Umfang erfolgreich war, bekam die Gruppe Probleme mit ihrem Bandnamen, sodass George Clinton sich gezwungen sah, vorerst unter dem Namen Funkadelic weiterzumachen. Dies war sicherlich auch der Grund, warum das Album Funkadelic schon 1969 erschien, ein Jahr vor dem ersten Parliament-Album von 1970 mit dem Titel Osmium. Clinton und seine Mitstreiter, darunter bereits in den Anfangsjahren so berühmte Namen wie Bootsy Collins und Bernie Worrell, arbeiteten in den folgenden Jahren vor allem unter dem Namen Funkadelic weiter. Im Jahr 1974 erschien mit Up for the Down Stroke Parliaments zweites Album, das als erstes P-Funk-Album gelten kann und das Platz 10 der amerikanischen R&B-Charts erreichte. 1975 erschien mit Chocolate City das dritte Album.
Clinton konnte in der Zwischenzeit die Band um Maceo Parker und Fred Wesley verstärken. Im selben Jahr, 1975, erschien mit Mothership Connection das erste der drei aufeinanderfolgenden, legendären Alben von Parliament. Es erreichte Platz 13 der Popcharts sowie Platinstatus. Nur ein halbes Jahr später erschien, 1976, The Clones of Dr. Funkenstein, ein ebenso energiegeladenes Meisterstück der P-Funk-Epoche, wenn auch kommerziell nicht ganz so erfolgreich wie sein Vorgänger. Obwohl sich 1977 bereits interne Querelen abzeichneten, wurde in diesem Jahr mit Funkentelechy Vs. the Placebo Syndrome das erfolgreichste Parliament-Album veröffentlicht. Der Titel Flash Light war drei Wochen Nummer eins der US-R&B-Charts. Im selben Jahr erschien auch das Album Live: P. Funk Earth Tour.
1978 folgten Motor Booty Affair und 1979 Gloryhallastoopid (Or Pin the Tale on the Funky). Das offiziell letzte Album von Parliament war Trombipulation und erschien 1980. In der folgenden Zeit gaben wiederum vertragliche Schwierigkeiten und auch eine gewisse kreative Erschöpfung den Ausschlag für Clinton, unter anderem Namen weiter zu arbeiten. So erschien 1982 Computer Games als Soloalbum. George Clintons Band wurde Mitte der 1980er Jahre in P-Funk Allstars umbenannt. Zu den besten Aufnahmen dieser Band gehört das Album Live at the Beverly Theatre in Hollywood von 1990 mit dem Schlagzeuger Dennis Chambers.
Der Rolling Stone listete Parliament und Funkadelic auf Rang 58 der 100 größten Musiker aller Zeiten, und Prince bezeichnete die beiden Songs Mothership Connection (Star Child) (1975) und Do That Stuff (1976) als zwei von 55 Songs, die ihn musikalisch inspiriert haben.

## Diskografie

### Studioalben
| Jahr | Titel Musiklabel Katalog-nr.                                     | Höchstplatzierung, Gesamtwochen, AuszeichnungChartplatzierungen (Jahr, Titel, Musiklabel Katalog-nr., Platzierungen, Wochen, Auszeichnungen, Anmerkungen) | Höchstplatzierung, Gesamtwochen, AuszeichnungChartplatzierungen (Jahr, Titel, Musiklabel Katalog-nr., Platzierungen, Wochen, Auszeichnungen, Anmerkungen) | Anmerkungen                                                                          |
| Jahr | Titel Musiklabel Katalog-nr.                                     | US | R&B | Anmerkungen                                                                          |
| ---- | ---------------------------------------------------------------- | --- | --- | ------------------------------------------------------------------------------------ |
| 1974 | Up for the Down Stroke Casablanca 7002                           | — | R&B17 (10 Wo.)R&B | Erstveröffentlichung: 3. Juli 1974 Produzent: George Clinton                         |
| 1975 | Chocolate City Casablanca 7014                                   | US91 (18 Wo.)US | R&B18 (14 Wo.)R&B | Erstveröffentlichung: 8. April 1975 Produzent: George Clinton                        |
| 1976 | Mothership Connection Casablanca 7022                            | US13 Platin · (37 Wo.)US | R&B4 (33 Wo.)R&B | Erstveröffentlichung: 15. Dezember 1975 Produzent: George Clinton                    |
| 1976 | The Clones of Dr. Funkenstein Casablanca 7034                    | US20 Gold · (22 Wo.)US | R&B3 (24 Wo.)R&B | Erstveröffentlichung: September 1976 Produzenten: George Clinton, Bootsy Collins     |
| 1977 | Funkentelechy Vs. the Placebo Syndrome Casablanca 7084           | US13 Platin · (34 Wo.)US | R&B2 (33 Wo.)R&B | Erstveröffentlichung: 28. November 1977 Produzent: George Clinton                    |
| 1978 | Motor Booty Affair Casablanca 7125                               | US23 Gold · (18 Wo.)US | R&B2 (22 Wo.)R&B | Erstveröffentlichung: 20. November 1978 Produzent: George Clinton                    |
| 1979 | GloryHallaStoopid (Or Pin the Tale on the Funky) Casablanca 7195 | US44 Gold · (9 Wo.)US | R&B3 (23 Wo.)R&B | Erstveröffentlichung: 20. November 1979 Produzenten: George Clinton, Walter Morrison |
| 1980 | Trombipulation Casablanca 7249                                   | US61 (7 Wo.)US | R&B16 (14 Wo.)R&B | Erstveröffentlichung: 5. Dezember 1980 Produzent: George Clinton                     |

Weitere Alben 
- 1970: Osmium (Invictus 7302)
- 1990: Rhenium (HDH 008)

### Livealben
| Jahr | Titel Musiklabel Katalog-Nr.                       | Höchstplatzierung, Gesamtwochen, AuszeichnungChartplatzierungen (Jahr, Titel, Musiklabel Katalog-Nr., Platzierungen, Wochen, Auszeichnungen, Anmerkungen) | Höchstplatzierung, Gesamtwochen, AuszeichnungChartplatzierungen (Jahr, Titel, Musiklabel Katalog-Nr., Platzierungen, Wochen, Auszeichnungen, Anmerkungen) | Anmerkungen                                                             |
| Jahr | Titel Musiklabel Katalog-Nr.                       | US | R&B | Anmerkungen                                                             |
| ---- | -------------------------------------------------- | --- | --- | ----------------------------------------------------------------------- |
| 1977 | Parliament Live: P.Funk Earth Tour Casablanca 7053 | US29 Gold · (19 Wo.)US | R&B6 (21 Wo.)R&B | Erstveröffentlichung: April 1977 Doppelalbum; Produzent: George Clinton |

Weitere Livealben
- 1985: The Mothership Connection: Live from Houston (mit George Clinton und Funkadelic; Capitol 15021)
- 1993: Live Greatest Hits 1972–1993 (4 CDs; mit P-Funk All Stars und Funkadelic; AEM Record Group 25821)

### Kompilationen
| Jahr | Titel Musiklabel Katalog-Nr.                    | Höchstplatzierung, Gesamtwochen, AuszeichnungChartplatzierungen (Jahr, Titel, Musiklabel Katalog-Nr., Platzierungen, Wochen, Auszeichnungen, Anmerkungen) | Höchstplatzierung, Gesamtwochen, AuszeichnungChartplatzierungen (Jahr, Titel, Musiklabel Katalog-Nr., Platzierungen, Wochen, Auszeichnungen, Anmerkungen) | Anmerkungen                                |
| Jahr | Titel Musiklabel Katalog-Nr.                    | US | R&B | Anmerkungen                                |
| ---- | ----------------------------------------------- | --- | --- | ------------------------------------------ |
| 1993 | Tear the Roof Off: 1974–1980 Casablanca 514 417 | — | R&B79 (3 Wo.)R&B | Erstveröffentlichung: Mai 1993 Doppelalbum |

Weitere Kompilationen
- 1984: Parliament’s Greatest Hits (Casablanca 822 637; US: Gold)
- 1986: Uncut Funk – The Bomb: The Best of Parliament (Club 18)
- 1992: First Thangs (HDH 3909)
- 1994: George Clinton with Parliament (Music Merchant 0605)
- 1995: The Best of Parliament: Give Up the Funk (Casablanca 526 995)
- 1999: The 12" Collection and More (Casablanca 546 109; VÖ: 18. Mai)
- 2000: Get Funked Up: The Ultimate Collection (Spectrum Music 544 261)
- 2000: The Best of Parliament (Mercury 546 998)
- 2002: Funked Up: The Very Best of Parliament (Mercury 440 063 330)
- 2005: Gold (2 CDs; Mercury 4197)
- 2011: Icon (Mercury 15245)
- 2016: 5 Classic Albums (5-CD-Box; Spectrum Music 5370152)

### Singles
| Jahr | Titel Album                                                           | Höchstplatzierung, Gesamtwochen, AuszeichnungChartplatzierungen (Jahr, Titel, Album, Platzierungen, Wochen, Auszeichnungen, Anmerkungen) | Höchstplatzierung, Gesamtwochen, AuszeichnungChartplatzierungen (Jahr, Titel, Album, Platzierungen, Wochen, Auszeichnungen, Anmerkungen) | Anmerkungen |
| Jahr | Titel Album                                                           | US | R&B | Anmerkungen |
| ---- | --------------------------------------------------------------------- | --- | --- | --- |
| 1967 | (I Wanna) Testify –                                                   | US20 (13 Wo.)US | R&B3 (15 Wo.)R&B | Erstveröffentlichung: Mai 1967 als The Parliaments Autoren: George Clinton, Daron Taylor                                                      |
| 1967 | All Your Goodies Are Gone (The Loser’s Seat) –                        | US80 (7 Wo.)US | R&B21 (8 Wo.)R&B | Erstveröffentlichung: September 1967 als The Parliaments Autoren: George Clinton, Fuzzy Haskins, Billy Nelson                                 |
| 1969 | A New Day Begins –                                                    | — | R&B44 (2 Wo.)R&B | Erstveröffentlichung: März 1969 als The Parliaments Autor: George Clinton                                                                     |
| 1971 | Breakdown –                                                           | — | R&B30 (5 Wo.)R&B | Erstveröffentlichung: Juli 1971 Autoren: George Clinton, Clyde Wilson, Ruth Copeland                                                          |
| 1974 | Up for the Down Stroke                                                | US63 (9 Wo.)US | R&B10 (16 Wo.)R&B | Erstveröffentlichung: August 1974 Autoren: George Clinton, Fuzzy Haskins, Bernie Worrell, Bootsy Collins                                      |
| 1974 | Testify Up for the Down Stroke                                        | — | R&B77 (5 Wo.)R&B | Erstveröffentlichung: Oktober 1974 neue Version des Hits von 1967                                                                             |
| 1975 | Chocolate City                                                        | US94 (3 Wo.)US | R&B24 (14 Wo.)R&B | Erstveröffentlichung: April 1975 Autoren: George Clinton, Bernie Worrell, Bootsy Collins                                                      |
| 1975 | Ride On Chocolate City                                                | — | R&B64 (7 Wo.)R&B | Erstveröffentlichung: September 1975 Autoren: George Clinton, Bernie Worrell, Bootsy Collins                                                  |
| 1976 | P. Funk (Wants to Get Funked Up) Mothership Connection                | — | R&B33 (10 Wo.)R&B | Erstveröffentlichung: Januar 1976 Autoren: George Clinton, Bernie Worrell, Bootsy Collins                                                     |
| 1976 | Tear the Roof off the Sucker (Give Up the Funk) Mothership Connection | US15 Gold · (17 Wo.)US | R&B5 (16 Wo.)R&B | Erstveröffentlichung: April 1976 Rock & Roll Hall of Fame Autoren: George Clinton, Jerome Brailey, Bootsy Collins                             |
| 1976 | Star Child (Mothership Connection) Mothership Connection              | — | R&B26 (10 Wo.)R&B | Erstveröffentlichung: Juli 1976 Autoren: George Clinton, Bernie Worrell, Bootsy Collins                                                       |
| 1976 | Do That Stuff The Clones of Dr. Funkenstein                           | — | R&B22 (15 Wo.)R&B | Erstveröffentlichung: Oktober 1976 Autoren: George Clinton, Bernie Worrell, Garry Shider                                                      |
| 1977 | Dr. Funkenstein The Clones of Dr. Funkenstein                         | — | R&B43 (8 Wo.)R&B | Erstveröffentlichung: Januar 1977 Autoren: George Clinton, Bernie Worrell, Bootsy Collins                                                     |
| 1977 | Fantasy Is Reality Parliament Live: P.Funk Earth Tour                 | — | R&B54 (10 Wo.)R&B | Erstveröffentlichung: Juli 1977 Autoren: George Clinton, Bernie Worrell, Leon Ware                                                            |
| 1977 | Bop Gun (Endangered Species) Funkentelechy Vs. the Placebo Syndrome   | — | R&B14 (15 Wo.)R&B | Erstveröffentlichung: Oktober 1977 Autoren: George Clinton, Garry Shider, Bootsy Collins                                                      |
| 1978 | Flash Light Funkentelechy Vs. the Placebo Syndrome                    | US16 Gold · (16 Wo.)US | R&B1 (20 Wo.)R&B | Erstveröffentlichung: Januar 1978 Platz 252 der Rolling Stone 500 (Liste 2022) Autoren: George Clinton, Bernie Worrell, Bootsy Collins        |
| 1978 | Funkentelechy Funkentelechy Vs. the Placebo Syndrome                  | — | R&B27 (10 Wo.)R&B | Erstveröffentlichung: März 1978 Autoren: George Clinton, Bootsy Collins                                                                       |
| 1978 | Aqua Boogie (A Psychoalphadiscobetabioaquadoloop) Motor Booty Affair  | US89 (2 Wo.)US | R&B1 (18 Wo.)R&B | Erstveröffentlichung: November 1978 Autoren: George Clinton, Bernie Worrell, Bootsy Collins                                                   |
| 1979 | Rumpofsteelskin Motor Booty Affair                                    | — | R&B63 (5 Wo.)R&B | Erstveröffentlichung: April 1979 Autoren: George Clinton, Bootsy Collins                                                                      |
| 1979 | Party People GloryHallaStoopid                                        | — | R&B39 (10 Wo.)R&B | Erstveröffentlichung: Oktober 1979 Autoren: George Clinton, Garry Shider, Bootsy Collins                                                      |
| 1980 | Theme from the Black Hole GloryHallaStoopid                           | — | R&B8 (16 Wo.)R&B | Erstveröffentlichung: November 1979 Billboard Dance-Charts: Platz 69 (2 Wochen) Autoren: George Clinton, Junie Morrison, Bootsy Collins       |
| 1980 | The Big Bang Theory GloryHallaStoopid                                 | — | R&B50 (7 Wo.)R&B | Erstveröffentlichung: März 1980 Instrumental Autoren: George Clinton, Donnie Sterling, Ron Dunbar                                             |
| 1980 | Agony of DeFeet Trombipulation                                        | — | R&B7 (14 Wo.)R&B | Erstveröffentlichung: November 1980 |
| 1996 | Gettin’ It Gettin’ It (Album Number Ten)                              | US68 (10 Wo.)US | R&B49 (14 Wo.)R&B | Erstveröffentlichung: August 1996 Too Short feat. Parliament-Funkadelic Autoren: George Clinton, Belita Woods, Gary Mudbone Cooper, Todd Shaw |

Weitere Singles
- 1959: Poor Willie (als The Parliaments)
- 1960: Lonely Island (als The Parliaments)
- 1963: You’re Not Hurting Him (You’re Hurting Me) (als The Parliaments)
- 1966: That Was My Girl (als The Parliaments)
- 1968: Little Man (als The Parliaments)
- 1968: Look at What I Almost Missed (als The Parliaments)
- 1968: Good Old Music (als The Parliaments)
- 1970: I Call My Baby Pussycat (als A Parliament Thang)
- 1971: Red Hot Mama
- 1972: Come In out of the Rain
- 1974: The Goose
- 1981: Crush It

### Videoalben
- 1998: The Mothership Connection (mit George Clinton und Funkadelic; Gravity Limited 3014)
- 2005: Live at Montreux 2004 (mit George Clinton und Funkadelic; Eagle 20074; VÖ: 21. Mai)